# Trimalaconothrus vietsi
Trimalaconothrus vietsi är en kvalsterart som beskrevs av Rainer Willmann 1925. Trimalaconothrus vietsi ingår i släktet Trimalaconothrus och familjen Malaconothridae. Inga underarter finns listade i Catalogue of Life.